# 斯內霍爾峰
61°26′30″N 8°18′36″E / 61.44167°N 8.31000°E

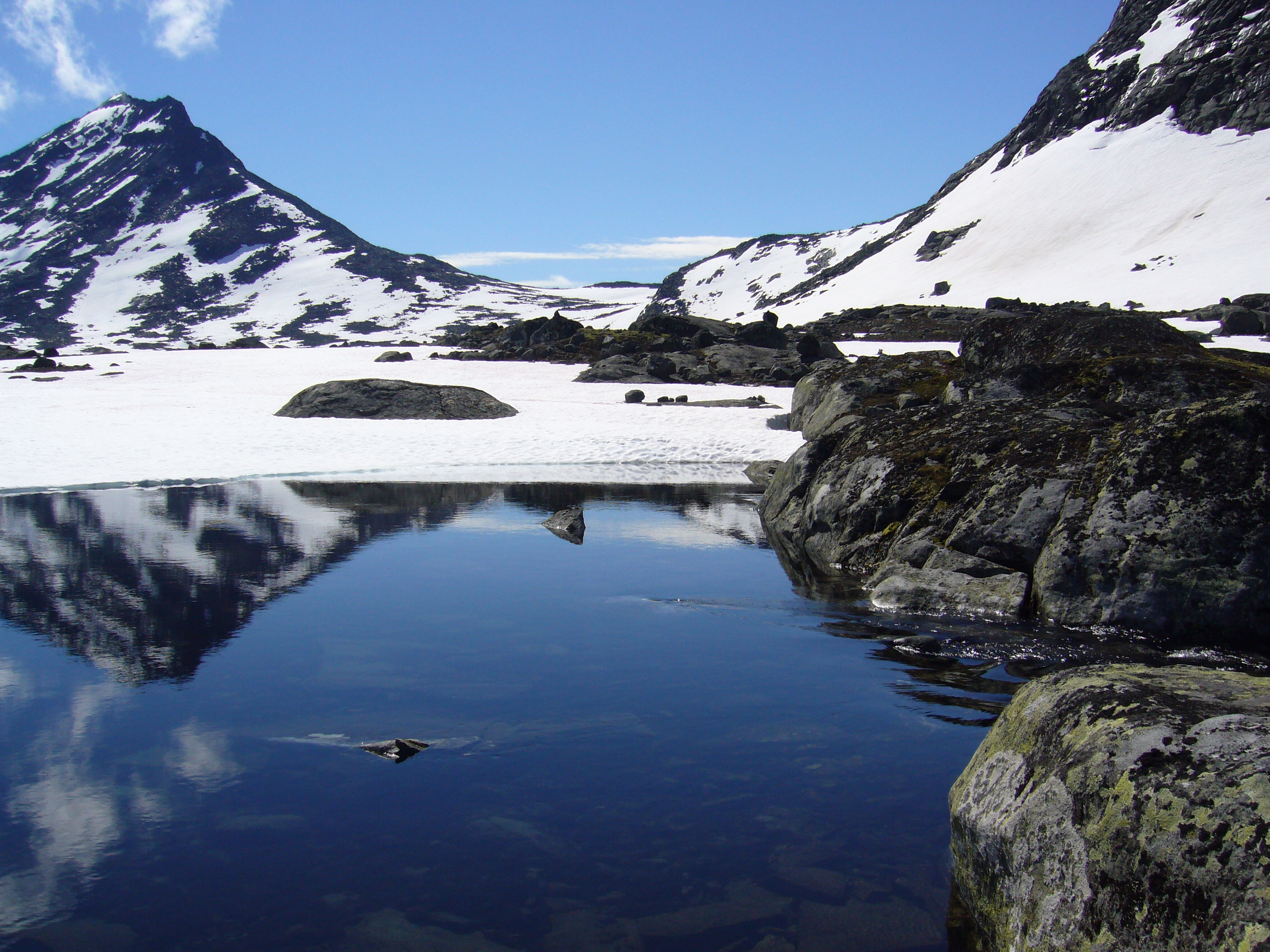

斯內霍爾峰是挪威的山峰，位於該國東南部內陸郡，處於旺鎮，距離首都奧斯陸210公里，屬於尤通黑門山脈的一部分，海拔高度2,141米，受凍原氣候影響。